# Средняя Горка
Средняя Горка — упразднённая деревня в Харовском районе Вологодской области.
Входит в состав Михайловского сельского поселения, с точки зрения административно-территориального деления — в Михайловский сельсовет. Упразднена и исключена из перечня населённых пунктов в 2022 году.
Расстояние по автодороге до районного центра Харовска — 21,5 км, до центра муниципального образования Михайловского — 4,5 км.
По данным переписи в 2002 году постоянного населения не было.